# 克雷布斯巴赫河 (拉姆薩赫河支流)
47°38′14″N 11°09′43″E / 47.63727°N 11.16192°E

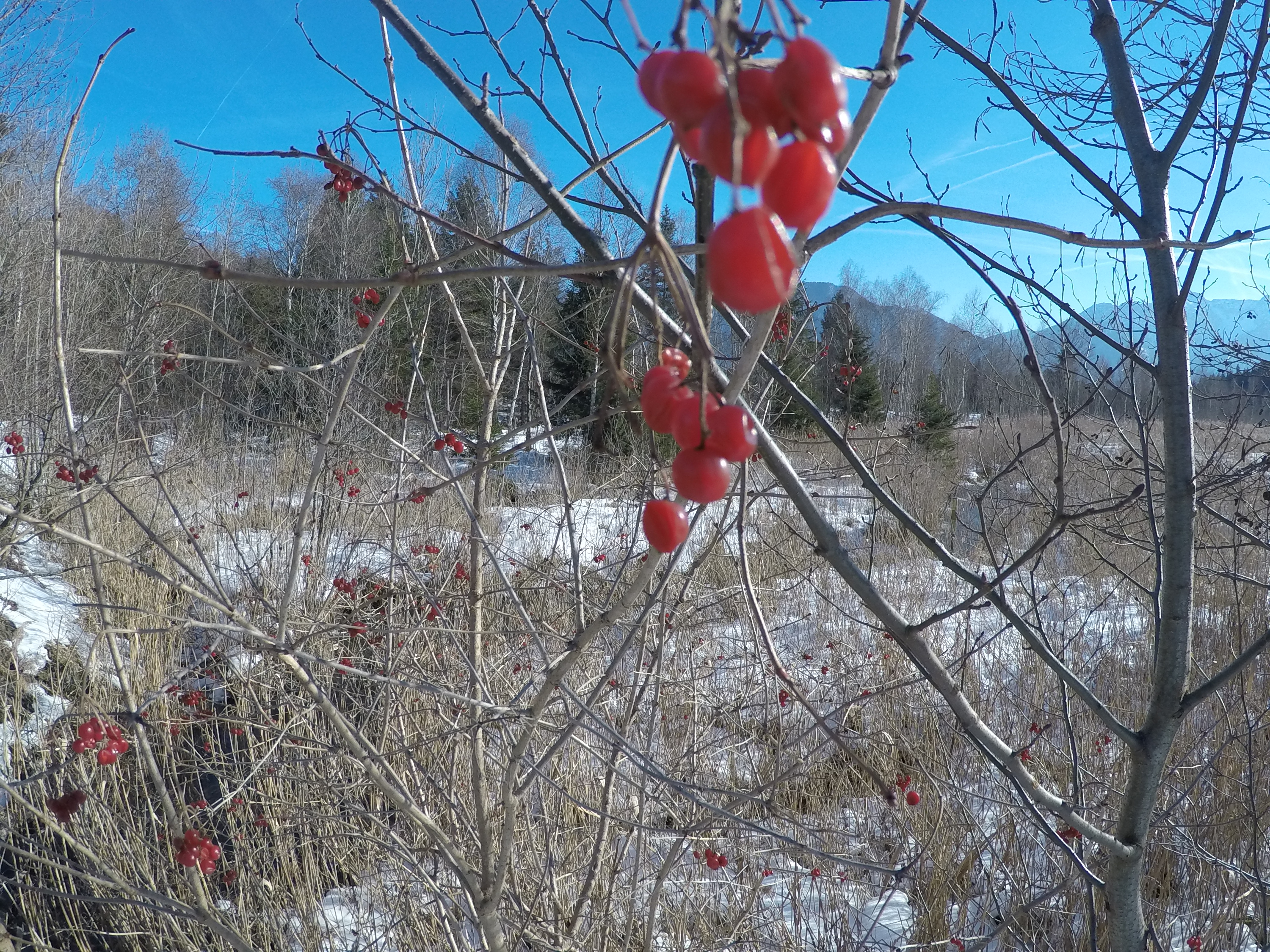

克雷布斯巴赫河（德語：Krebsbach），是德國的河流，位於該國東南部，由巴伐利亞負責管轄，屬於拉姆薩赫河的右支流，河道全長4公里，發源自克雷布湖。